# St. Martin (Luhe)

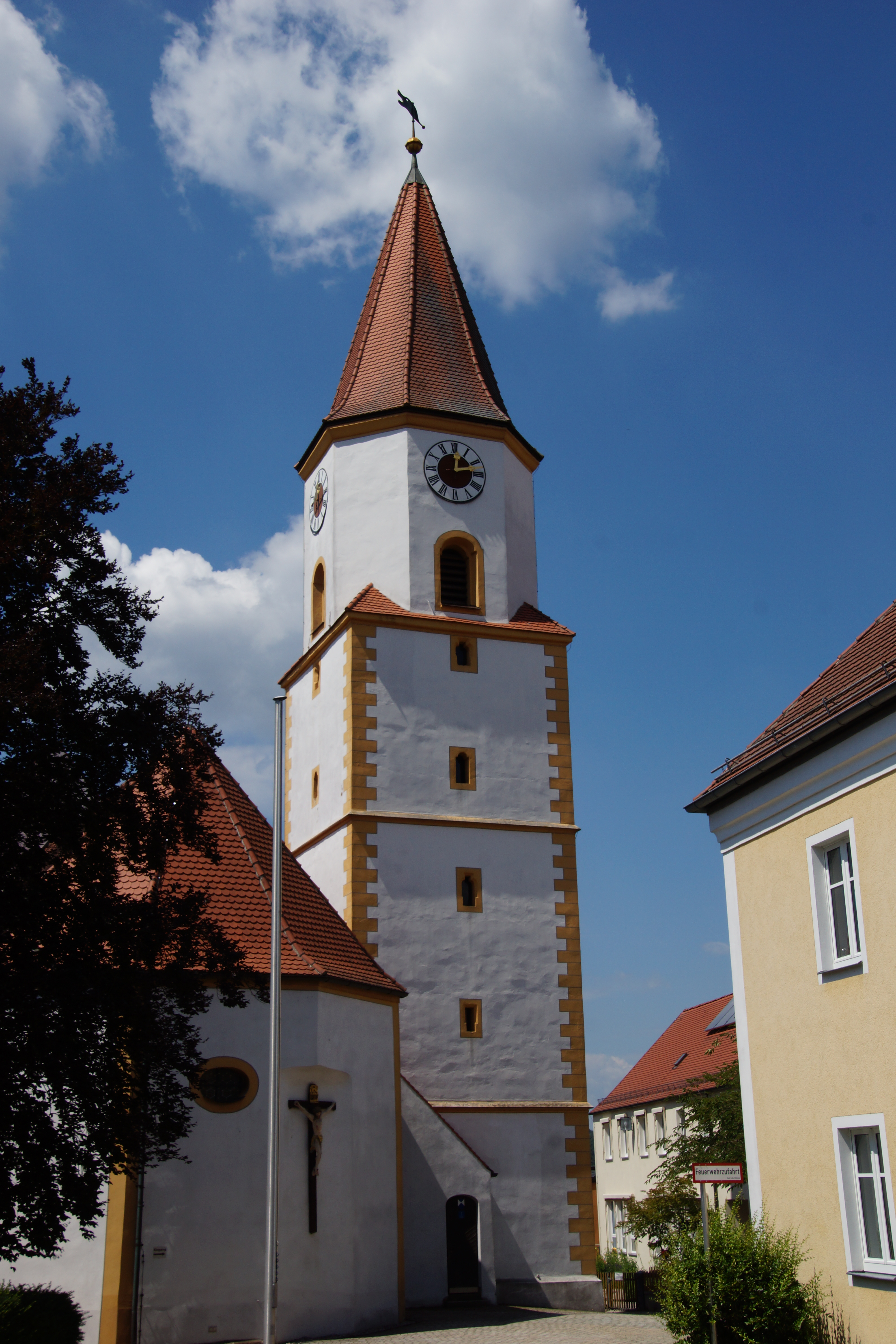
Pfarrkirche St. Martin in Luhe-Wildenau

Die römisch-katholische Pfarrkirche St. Martin befindet sich in dem Oberpfälzer Markt Luhe-Wildenau (Marktplatz 1). Die Pfarrei machte die Oberpfälzer Religionswirren mit dem Wechsel zum Luthertum und dann zum Kalvinismus mit, ist aber seit 1627 durchgehend in katholischer Hand.

## Geschichte
Diese Kirche hatte von alters her den Heiligen Martin, den fränkischen Reichsheiligen, als Schutzpatron. Das verweist auf eine Kirchengründung vermutlich im 9. Jahrhundert; ursprünglich war es eine königliche Eigenkirche auf Königs- oder Reichsgut. Im 10. Jahrhundert wurde Luhe von der ursprünglichen Pfarrei Perschen abgetrennt und eine eigenständige Großpfarrei. Um 1200 ist zu Luhe ein Dekan belegt. Der erste bekannte Pfarrer von Luhe war Friedrich von Truhendingen; dieser wurde erwähnt, als das Patronatrecht über die Kirche 1280 von Herzog Heinrich von Niederbayern und 1286 von Rudolf von Habsburg dem Kloster Waldsassen geschenkt wurde. 1291 wurde dies von Papst Nikolaus IV. bestätigt. In dem ältesten Pfarreiverzeichnis der Diözese Regensburg von 1326, dem Registrum subsidii charitativi pro archiepiscopo Salisburgensi, wird auch die Pfarre in Luhe genannt. Kaiser Karl IV. bemühte sich, eine Landbrücke zwischen Prag und der Reichsstadt Nürnberg zu schaffen. Im Zuge dieser Änderungen wurde Luhe 1376 ein böhmisches Lehen des Erzbistums Prag. 1390 wurde die Kirche zu Luhe durch Papst Bonifaz IX. dem Kloster Waldsassen inkorporiert.
Während in der Zeit der Reformation große Teile der Oberpfalz lutherisch wurden und auch das Kloster Waldsassen durch die Kurpfalz besetzt und das mönchische Leben dort aufgehört hatte, wurde von den katholisch gebliebenen Landgrafen von Leuchtenberg ein Dekanat Leuchtenberg gegründet, dem auch Luhe unterstellt wurde. Wegen der schwierigen rechtlichen Lage konnte Luhe weiterhin mit einem katholischen Priester besetzt bleiben. Erst als am 9. Februar 1617 Luhe von kurpfälzischen Truppen eingenommen wurde, wurde der kalvinistische Nabburger Diakon Thomas Martius als Pfarrer in Luhe eingesetzt. In der Folge wurde die kirchliche Innenausstattung (z. B. Sakramentshaus, Monstranzen, Lampen, Messbücher) entfernt und die im Chor angebrachten Fresken übermalt. Dem kalvinistischen Pfarrer wurde aber von den Luher Bürgern und dem Landgrafen das Leben schwer gemacht, am 27. Dezember 1620 fand ein Überfall auf den Pfarrhof statt, bei dem das Vieh aus den Ställen getrieben wurde und die Fensterläden eingeschlagen wurden. 1622 wurde im Zuge der Gegenreformation der frühere Pfarrer von Schirmitz, Michael Schweizer eingesetzt. 1627 wurden von Herzog Maximilian von Bayern sämtliche evangelischen Kirchen- und Schuldiener für abgesetzt erklärt.
Über das Präsentationsrecht herrschte über lange Zeit Uneinigkeit zwischen dem Kloster Waldsassen und der Herrschaft Leuchtenberg. 1725 entschied der Kurfürst Max Emanuel, dass die Präsentation des Pfarrers zwischen dem Kloster Waldsassen und der Herrschaft Leuchtenberg wechseln sollte. 1756 erfolgte die feierliche Übertragung der Reliquien der Heiligen Hilaria, der Mutter der Heiligen Afra, in die Pfarrkirche. Durch den Reichsdeputationshauptschluss von 1803 wurde das Kloster Waldsassen aufgelöst und Luhe zu einer Staatspfarrei.

## Kirchengebäude
Heute ist die Pfarrkirche eine Saalkirche mit einem Walmdach und einem eingezogenen, fünfseitig geschlossenen Chor. Der ursprünglich gotische Chor dürfte der Ursprung der Kirche gewesen sein, wurde aber in der Barockzeit umgestaltet, was durch die Jahreszahl „1699“ angezeigt wird. Das Sandsteinrelief „Christus am Ölberg“ am Nordausgang der Pfarrkirche erinnert noch an die Zeit der Gotik.
Der Turm wurde laut der Bauinschrift „1524“ an die Kirche angefügt. Der Turmbau geschah unter Pfarrer Johann Ziging, dazu heißt es „Anffag des thurns ist geschechen am mantag  for mathie im 1524“. Er ist heute mit einem Spitzhelm gedeckt, besaß aber nach einer historischen Karte des Christoph Vogel von 1607 ebenso wie das Kirchengebäude ein Satteldach.
1699 wurde der zuvor gotische Chorraum mit einem Tonnengewölbe und Pilastern versehen. Die Arbeiten wurden von dem Maurermeister Johannes Mayer aus Neustadt an der Waldnaab durchgeführt. Auch das heutige achteckige Obergeschoss des Turms stammt aus der Zeit des Chorbaus. Nach Westen zu wurde ein Kirchenschiff mit Flachdecke und drei Fensterachsen angebaut. Um 1720 wurde das Kircheninnere mit Stuckornamenten und Fresken ausgestattet. 1761 wurde die Kirche um zwei weitere Fensterachsen verlängert, auch die Empore erhielt das heutige Aussehen. Anstelle der Flachdecke wurde ein Spiegelgewölbe eingebaut.
1799 wurde die Uhr von dem Rathausturm auf den Kirchturm transferiert. 1969 wurde die Turmuhr renoviert.
1969 erfolgte unter Pfarrer Sauer eine Außenrenovierung der Kirche, die unter Pfarrer Johann Stich 1985 fortgesetzt wurde. Die aus Bruchstein errichtete Kirchhofbefestigung ist im Kern mittelalterlich.

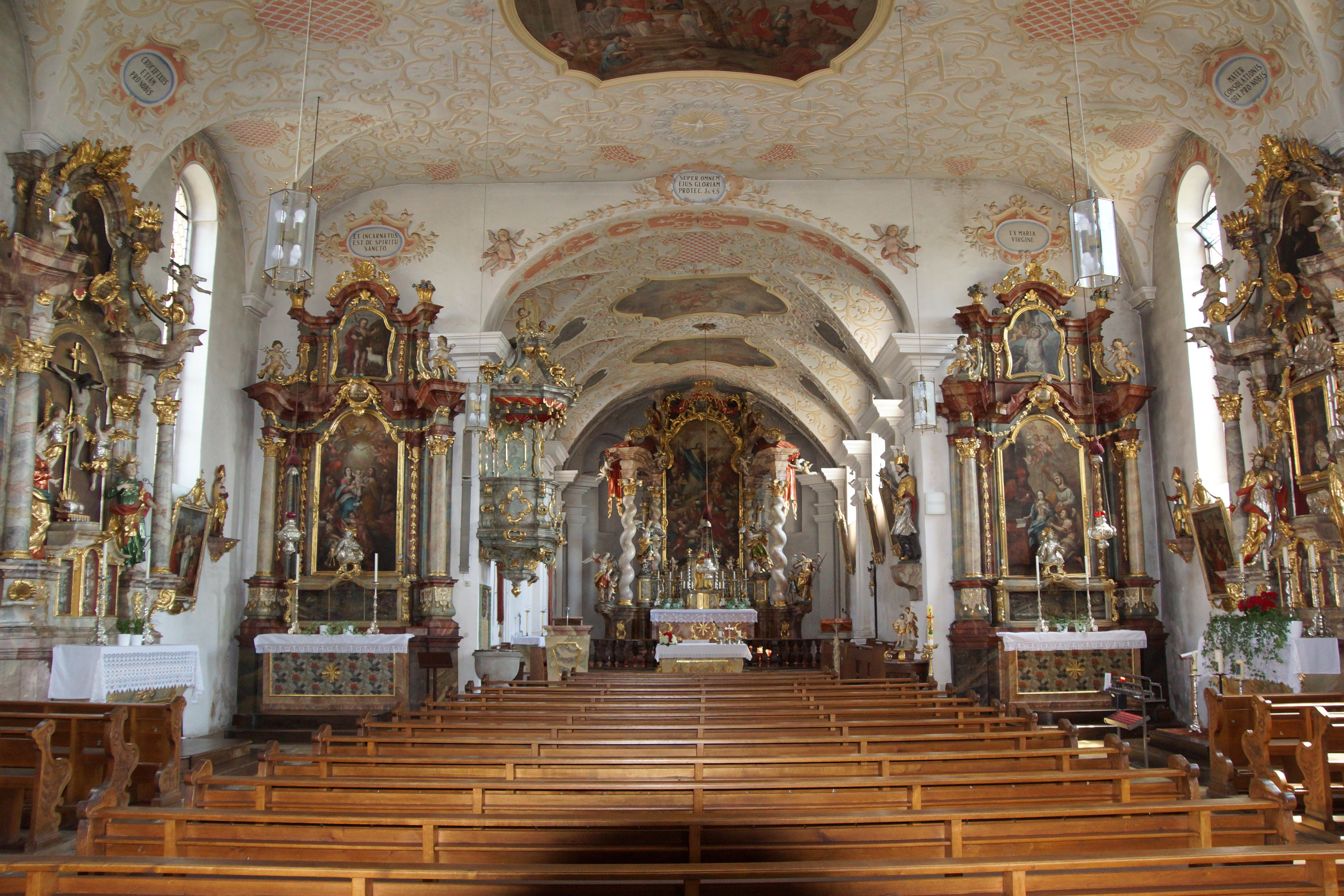
Innenraum der Kirche St. Martin

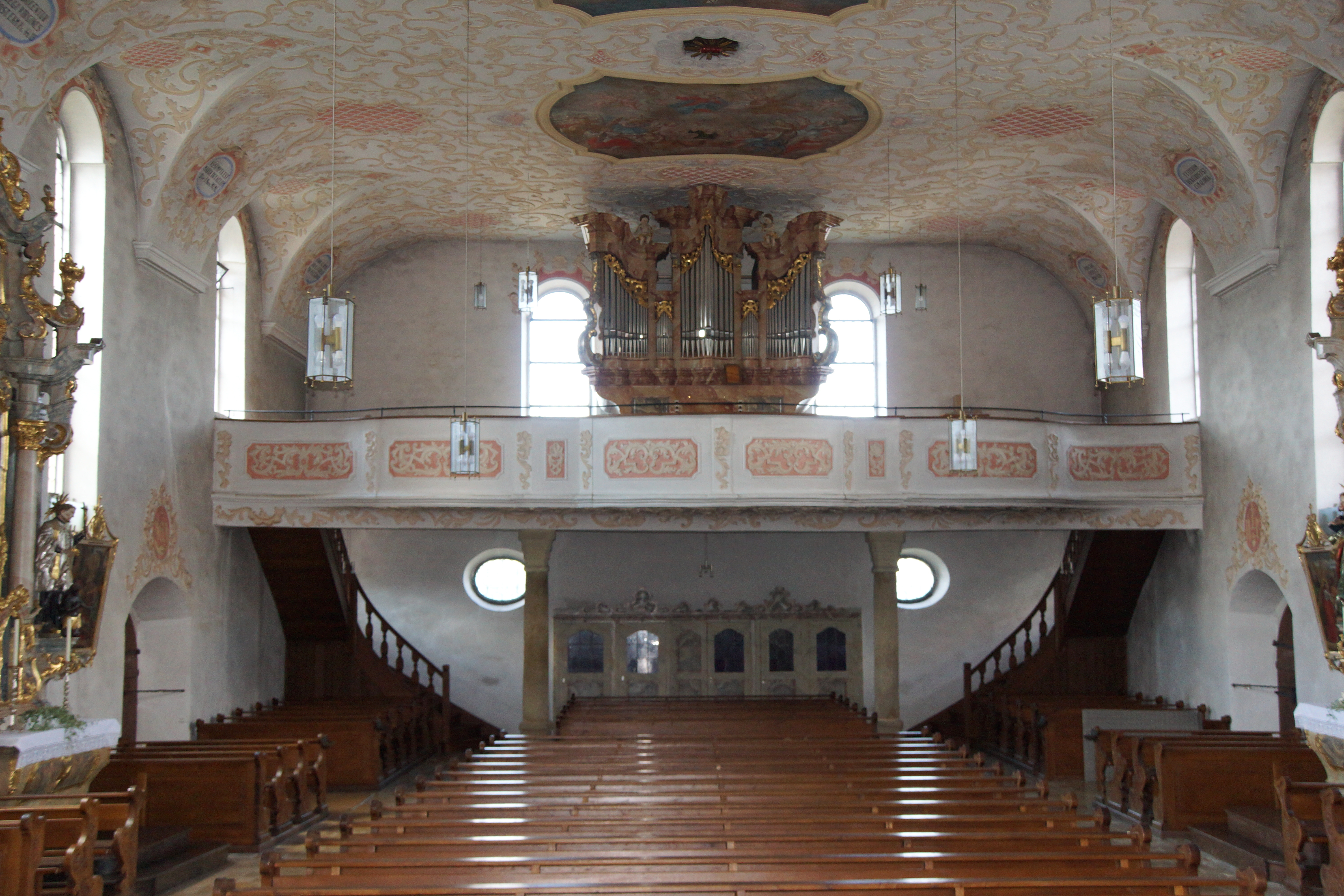
Empore und Orgel der Kirche St. Martin

## Ausstattung
In der Zeit des Calvinismus wurde die Kirche ihrer Ausstattung beraubt. Die Fresken im Chorraum stellen das Leben des Kirchenpatrons dar. Der Rokokoaltar zeigt den Heiligen Martin als Fürbitter für die Kirchengemeinde. Maria leitet seine Bitten an die Heilige Dreifaltigkeit weiter. Rechts und links stehen Figuren der Erzengel Michael, Gabriel und Raphael sowie ein Schutzengel.
Die beiden Seitenaltäre an der Ostseite stammen aus der Zeit vor 1761. Der linke zeigt Jesus, Maria und Josef zusammen mit den Großeltern Joachim und Anna. Das Altarblatt ist eine Kopie des Waldmünchener Malerns Valentin Reuschl, dessen Original sich im Kloster Waldsassen befindet. Im Altarauszug ist der Johannesknabe dargestellt. Im rechten Altar ist die junge Maria in Begleitung ihrer Eltern zu sehen. Im Auszug ist das Martyrium des Hl. Sebastian dargestellt. Auf den Altarmensen stehen zwei Schreine mit Reliquien römischer Märtyrer, links des Heiligen Junius, rechts der Heiligen Hilaria.
Die Kanzel ist am linken Pfeiler des Chorbogens angebracht. Der Schalldeckel ist von zwei Engeln gekrönt, welche die Gesetzestafeln halten. In der Kirche befinden sich zwei Taufsteine, ein granitener aus der Zeit vor der Kirchenerweiterung und ein hölzerner, der um 1761 in die Kirche kam.
Der Führich-Kreuzweg stammt aus der Zeit um 1850, die klassizistischen Bilderrahmen deuten an, dass dort einmal ältere Bilder waren.
1969 wurde die Kirche mit einer Heizung ausgestattet, die Kirchbänke wurden unter Beibehaltung der alten Wangen erneuert. 1985 wurden die Deckengemälde, die Seitenaltäre und die Kanzel renoviert. Am 23. November 1986 konnte der Abschluss der Arbeiten mit einem Festgottesdienst gefeiert werden.

## Orgel
Auf der Empore steht der barocke Orgelprospekt von 1761.
In diesem Jahr hatte die Kirche eine größere Spende von der verstorbenen Landobristin Elisabeth Franziska de Friderico erhalten. Davon wurde nach einem Voranschlag des Orgelbauers Andreas Weiß aus Nabburg über 600 Gulden eine Orgel (10/I/P) angeschafft. Die alte Orgel mit vier Registern erhielt die Nikolauskirche auf dem Koppelberg. 1913 lieferten Binder & Siemann ein neues Werk (21/II/P), 1986 wurde diese Orgel überholt.
1997 stellte die Orgelbaufirma Thomas Jann ein neues Instrument (Opus 225) in das historische Gehäuse. Die Disposition umfasst 22 Registern auf zwei Manualen und Pedal mit 1414 Pfeifen von 20 mm bis zu 4,80 m. Die Spieltrakturen sind hängend konstruiert (einarmige Hebel), die Wellen aus Eisen, die Manualkoppel ist als Schiebekoppel ausgebildet. Die Temperierung ist nach Neidhart III. Am 14. Dezember 1997 fand die Orgelweihe durch Weihbischof Wilhelm Schraml statt.